# Świadkowie Jehowy w Makau

Położenie Makau

Świadkowie Jehowy w Makau – społeczność wyznaniowa w Makau, należąca do ogólnoświatowej wspólnoty Świadków Jehowy, licząca w 2023 roku 379 głosicieli, należących do 6 zborów. Na dorocznej uroczystości Wieczerzy Pańskiej w 2023 roku zgromadziły się 824 osoby. Biuro Oddziału, koordynujące działalność miejscowych głosicieli znajduje się w Hongkongu.

## Historia
Działalność w Makau zainicjowała portugalska współwyznawczyni, która przybyła w 1961 roku i głosiła nauki wyznania przez ok. 2 lata.
W lutym 1963 roku przybyło z Hongkongu dwóch chińskich współwyznawców – pionierów, którzy wznowili działalność ewangelizacyjną (głosili głównie wśród mieszkańców mówiących językiem kantońskim). Po pewnym czasie Świadkami Jehowy zostały dwie osoby z pewnej indonezyjskiej rodziny. W okresie od 1963 do 1968 wysłano do Makau 9 pionierów.
W roku 1965 tajna policja portugalska w Makau skonfiskowała wyznawcom Biblie i ich publikacje religijne. Ponieważ w Portugalii działalność Świadków Jehowy była wówczas zakazana, władze Makau aresztowały i wydaliły za granicę dwie pionierki. W obawie przed dalszymi represjami ograniczono działalność do ludności chińskiej. W sierpniu 1968 roku zanotowano liczbę 6 Świadków Jehowy.
W sierpniu 1979 roku wysłano do Makau małżeństwo misjonarzy, absolwentów Biblijnej Szkoły Strażnicy – Gilead, aby podjęli współpracę z miejscowym zborem.
Na początku lat 80. XX w. Towarzystwo Strażnica zakupiło niewielki budynek na dom misjonarski z Salą Królestwa. W marcu 1983 roku zgromadziło się w nim 38 osób na uroczystości Pamiątki.
W 1985 zanotowano liczbę 17 głosicieli, a 10 lat później – 86. W 1992 roku powstał drugi zbór. W 1996 roku liczba miejscowych Świadków Jehowy wyniosła 114 głosicieli. W 2007 roku było ich 170. Rok później na uroczystości Wieczerzy Pańskiej (Pamiątce) zebrało się 475 osób. W roku 2010 zanotowano liczbę 200 głosicieli. W roku 2011 powstał trzeci zbór, liczba głosicieli wzrosła do 223, a na Pamiątce zebrało się 608 osób. W roku 2012 liczba zborów wzrosła do 4, w 2020 do 5, a w 2021 do 6. W 2021 roku osiągnięto liczbę 415 głosicieli. Zebrania zborowe odbywają się w językach: chińskim (kantońskim i mandaryńskim), angielskim, portugalskim i wietnamskim.